# Região Geográfica Imediata de Bacabal
A Região Geográfica Imediata de Bacabal é uma das 22 regiões imediatas do estado brasileiro do Maranhão, uma das 4 regiões imediatas que compõem a Região Geográfica Intermediária de Santa Inês-Bacabal e uma das 509 regiões imediatas no Brasil, criadas pelo IBGE em 2017. É composta de 16 municípios, na região do Médio Mearim e Grajaú.

## Municípios
| Região geográfica imediata | Código | Municípios                   | População |
| -------------------------- | ------ | ---------------------------- | --------- |
| Bacabal (413.925)          | 210010 | Altamira do Maranhão         | 8.128     |
| Bacabal (413.925)          | 210010 | Alto Alegre do Maranhão      | 27.053    |
| Bacabal (413.925)          | 210010 | Bacabal                      | 104.949   |
| Bacabal (413.925)          | 210010 | Bom Lugar                    | 16.294    |
| Bacabal (413.925)          | 210010 | Brejo de Areia               | 9.188     |
| Bacabal (413.925)          | 210010 | Conceição do Lago Açu        | 16.237    |
| Bacabal (413.925)          | 210010 | Lago da Pedra                | 50.266    |
| Bacabal (413.925)          | 210010 | Lago Verde                   | 16.257    |
| Bacabal (413.925)          | 210010 | Lagoa Grande do Maranhão     | 11.394    |
| Bacabal (413.925)          | 210010 | Marajá do Sena               | 7.792     |
| Bacabal (413.925)          | 210010 | Olho d'Água das Cunhãs       | 19.505    |
| Bacabal (413.925)          | 210010 | Paulo Ramos                  | 21.040    |
| Bacabal (413.925)          | 210010 | São Luís Gonzaga do Maranhão | 18.856    |
| Bacabal (413.925)          | 210010 | São Mateus do Maranhão       | 41.529    |
| Bacabal (413.925)          | 210010 | Satubinha                    | 13.914    |
| Bacabal (413.925)          | 210010 | Vitorino Freire              | 31.523    |